# Maringué
Maringué es un distrito de la provincia de Sofala, en Mozambique, con una población censada en agosto de 2017 de 98 828 habitantes.
Se encuentra ubicado en el centro del país, a poca distancia al norte del río Pungwe, entre la frontera con Zimbabue, al oeste, y la costa del canal de Mozambique (océano Índico), al este.